# Bundesstraße 411
Die Bundesstraße 411 (Abkürzung: B 411) ist eine deutsche Bundesstraße und dient als Autobahn-Zubringer von Dieblich bei Koblenz zur A 61.

## Geschichte/Weiteres
Früher war der Abschnitt der B 265 zwischen Losheimergraben und Prüm als B 411 benannt.